# François Antoine Lallemand

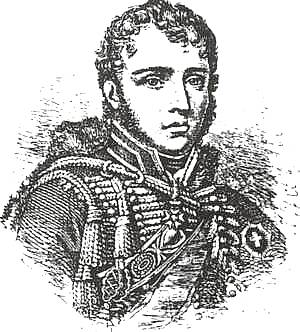
General François Lallemand

Baron François Antoine Lallemand, genannt Charles Lallemand (* 23. Juni 1774 in Metz; † 9. März 1839 in Paris) war ein französischer Général de division.  1811 wurde er baron de l’Empire.

## Leben
Mit 18 Jahren trat Lallemand 1792 in die Armee ein und kam zur Kavallerie. Während der Revolution diente er meistenteils in Frankreich und Spanien, hatte aber auch Einsätze in Ägypten und Hispaniola. 1804 heiratete er in New York die Kreolin Caroline Lartigue.
Nach der Schlacht bei Borodino wurde er dem Stab von Marschall Louis-Nicolas Davout zugeteilt und kam mit diesem nach Hamburg. Während der Lübecker Franzosenzeit, zeigte er sich gegenüber den Bürgern von Lübeck häufig gewalttätig. So ließ er einen Kaffeeschenker, der seinen Hut zur Begrüßung nicht abnahm, vor sich niederknien. Einem anderen Bürger riss er wütend in der Breite Straße den Hut vom Kopf, warf ihn zur Seite und rief: „Das ist eine Lehre für euch, den Hut abzunehmen, wenn ICH vorübergehe!“ In ähnlichen Fällen ließ er Prügelstrafen verhängen oder legte selbst Hand an; mitunter schoss er auf Zivilisten, traf jedoch nie.
Nachdem Napoleon Bonaparte geschlagen war, schloss Lallemand sich der Armee von König Ludwig XVIII. an. Als Anhänger Napoleons war Lallemand – ebenso wie sein Bruder Henri – kein Freund der Bourbonen, und 1815 wurden sie revolutionärer Umtriebe verdächtigt und verhaftet.
Als Napoleon Elba verlassen hatte und die Herrschaft der Hundert Tage begann, wurden sie entlassen und sofort in die Garde impériale aufgenommen. Nach der Schlacht bei Waterloo (18. Juni 1815) begleitete Lallemand Kaiser Napoleon nach Rochefort, wo dieser kapitulierte. Lallemand wollte Napoleon in die Verbannung begleiten, doch die Briten begrenzten Napoleons Stab und verboten dies. Mit einigen anderen Offizieren wurde Lallemand nach Malta gebracht und dort in einer der Festungen inhaftiert.
Nach zwei Monaten gelang es Lallemand mit einigen anderen Offizieren, unter Mithilfe von Schmugglern, von der Insel zu fliehen. In einem Schauprozess wurden sie in absentia zum Tode verurteilt. Im Gegensatz zu anderen Verurteilten wurden Lallemand und sein Bruder Henri amnestiert.
Unter dem Decknamen „General Cotting“ kam Lallemand mit dem Schiff Triton über Liverpool nach Boston. Mit Unterstützung eines Netzwerkes französischer Veteranen und Flüchtlinge kam er später nach Philadelphia und wurde dort dann sogar Präsident der French Emigrant Association (FEA). Als solcher unternahm er Anstrengungen, Napoleon zu befreien und/oder seinen Bruder Joseph auf dem Thron eines südamerikanischen Landes zu installieren.
Um Gelder zu sammeln und eine größere Basis zu bekommen, plante die FEA in Texas eine Art Kronkolonie zu errichten, Champ d’Asile. Am 17. Dezember 1817 startete eine Gruppe von 150 Siedlern mit dem Ziel Galveston. Am 2. Februar kamen Lallemand samt seinem Bruder nach New Orleans und rekrutierten bis zum 10. März weitere 120 Siedler. Sie segelten den Triton River in Richtung Atascosito und errichteten dort zwei Forts zu ihrer Verteidigung.
Die mexikanische Regierung unter Antonio María Martínez sahen dies als eine direkte Bedrohung und zogen in der Nähe eine Streitmacht zusammen, um sofort losschlagen zu können. Als Lallemand und die Siedler von dieser Armee hörten, gaben sie um den 24. Juli Champ d’Asile auf und flohen zurück nach Galveston. Durch die Bekanntschaft mit den Freibeutern Jean Laffite und Amable Humbert konnten Lallemand und einige Getreue schnell nach New Orleans entkommen.
Lallemand nahm die Staatsbürgerschaft der USA an, und Napoleon vermachte ihm testamentarisch 100.000 Francs, um die Schulden zu bezahlen, die dieser zu seiner Befreiung gemacht hatte.
1823 kehrte Lallemand heimlich nach Europa zurück und ließ sich in Lissabon nieder; die Verurteilung zum Tod durch die Briten bestand immer noch. Als nach der Julirevolution von 1830 König Louis-Philippe I. die ehemaligen kaiserlichen Militärränge wieder anerkannte, kehrte Lallemand nach Frankreich zurück und ließ sich in Paris nieder.
Er wurde rehabilitiert und im gleichen Jahr vom König mit dem Ehrentitel  Lieutenant-général versehen und zum Pair von Frankreich erhoben.
1837 berief man ihn ob seiner Verdienste zum Chef der Militärverwaltung auf Korsika. Dieses Amt gab er im folgenden Jahr auf und kehrte nach Paris zurück. Er starb im Alter von beinahe 65 Jahren am 9. März 1839 und fand in Paris auch seine letzte Ruhestätte.

## Ehrungen
- 14. Juni 1804 Chevalier der Ehrenlegion
- 11. Juli 1807 Offizier der Ehrenlegion
- 23. August 1814 Großkreuz der Ehrenlegion
- 1811 Baron de l’Empire in der Noblesse impériale
- Großkreuz des Dannebrogordens (verliehen durch den dänischen König Friedrich VI.)
- Sein Name findet sich am Westpfeiler (37. Spalte) des Triumphbogens am Place Charles-de-Gaulle (Paris).

## Belege
1. ↑  s. a.: Franzosenzeit.
2. ↑  Wilhelm Bangert: Festschrift zur hundertjahrfeier der Befreiung Lübecks. Lübecks Franzosenzeit 1806-1813. Julius Heise, Lübeck 1913, S. 21–22.

| Personendaten    | Personendaten                 |
| ---------------- | ----------------------------- |
| NAME             | Lallemand, François Antoine   |
| ALTERNATIVNAMEN  | Lallemand, Charles            |
| KURZBESCHREIBUNG | französischer Generalleutnant |
| GEBURTSDATUM     | 23. Juni 1774                 |
| GEBURTSORT       | Metz                          |
| STERBEDATUM      | 9. März 1839                  |
| STERBEORT        | Paris                         |